# Сплочённость льда

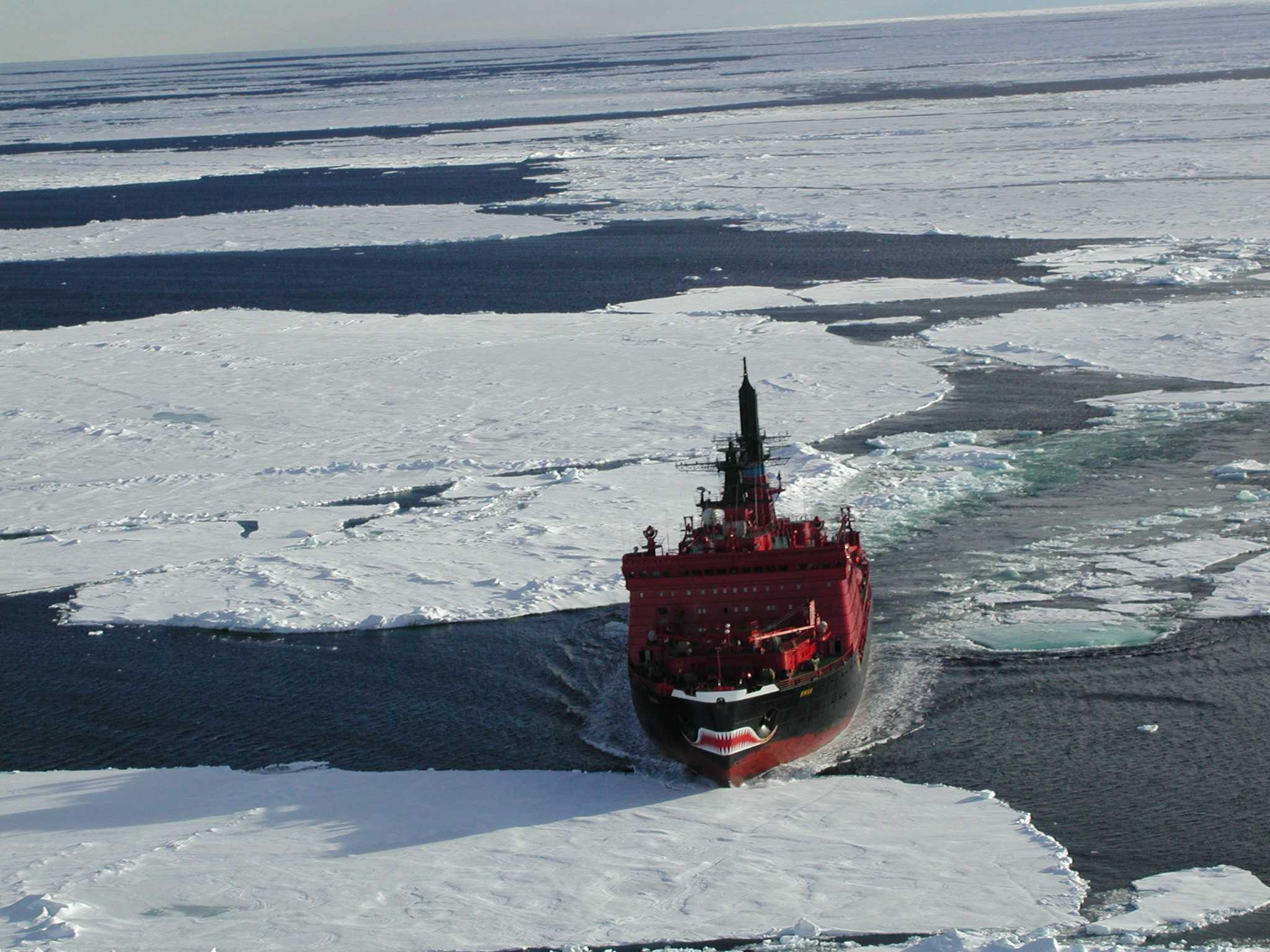
Российский атомный ледокол «Ямал» в арктических льдах

Сплочённость льда — условная величина, которая характеризует степень покрытия поверхности воды дрейфующим льдом; её количественное значение оценивается через отношение общей площади льда к общей площади видимой морской поверхности.
Как правило, сплочённость льда является одной из характеристик его проходимости и измеряется по десятибалльной шкале, причём 10 баллов соответствуют сплошному льду, а 0 баллов — чистой воде.